# ناواگراها

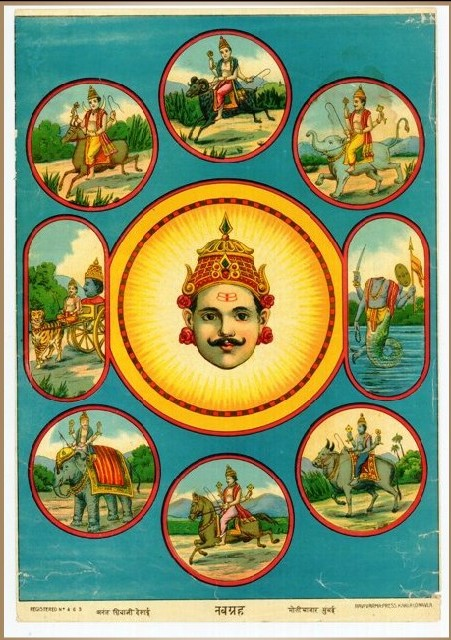
ناواگراها، نقاشی از راجا راوی وارما (خورشید در مرکز)

ناواگراها بر اساس آیین هندو، ۹ جسم و خدای آسمانی هستند که بر زندگی انسان روی زمین تأثیر می‌گذارند. این نام از ناوا (سانسکریت: नव "نه") و گراها (سانسکریت: ग्रह "سیاره") گرفته شده‌است.
نه بخش ناواگراها عبارتند از: خورشید، ماه، تیر، ناهید، بهرام، هرمز و کیوان و دو اشکال قمری است.
اصطلاح سیاره در ابتدا فقط به پنج سیاره شناخته شده (یعنی قابل مشاهده با چشم غیر مسلح) به جز زمین گفته می‌شد. این اصطلاح بعدها، تعمیم یافت و شامل خورشید و ماه (که گاهی اوقات به عنوان «نورها» نیز شناخته می‌شوند، در مجموع هفت سیاره را دربر گرفت. هفت روز هفته گاهشماری هندو نیز با هفت سیاره و نام‌های روزهای هفته مطابقت دارد. در بیشتر زبان‌های شبه قاره هند بر این اساس نام‌گذاری می‌شود. بیشتر معابد هندو در سرتاسر جهان مکان مشخصی برای عبادت ناواگراها دارند.

## سیارات، اجرام آسمانی و اشکال قمری
| شماره. | تصویر | نام            | برابر فارسی                  | روز                  |
| ------ | ----- | -------------- | ---------------------------- | -------------------- |
| ۱.     |       | سوریا (ایزد)   | خورشید                       | مهرشید               |
| ۲.     |       | چاندرا یا سوما | ماه                          | مه‌شید                |
| ۳.     |       | منگالا         | بهرام                        | بهرام‌شید             |
| ۴.     |       | بودها          | تیر                          | تیرشید               |
| ۵.     |       | بریهاسپاتی     | هُرمُز                         | اورمزدشید یا هُرمُزشید |
| ۶.     |       | شوکرا          | ناهید                        | ناهیدشید             |
| ۷.     |       | شنی            | کیوان                        | کیوان‌شید             |
| ۸.     |       | راهو           | ماه در حال کامل شدن          |                      |
| ۹.     |       | کتو            | ماه در حال پنهان یا کوچک شدن |                      |